# Tomoe Gozen
Tomoe Gozen (Japans: 巴 御前) (vermoedelijk 1157 of 1161 – 1184?) was een Japans twaalfde-eeuws krijger (onna-bugeisha) en militair legerbevelhebber. Ze wordt soms verkeerdelijk een vrouwelijke samoerai genoemd, maar het Japanse woord samoerai verwijst vooral naar een sociale positie en is geslachtsgebonden, daarom kan het nooit naar een vrouw verwijzen. Het was in het feodaal Japan echter niet zeldzaam voor een vrouw om tot de strijdersklasse te behoren omdat het tot de plicht van de vrouw behoorde om het huis en haar kinderen te beschermen tegen rovers wanneer haar echtgenoot op het strijdveld was, waardoor veel vrouwen van strijders zich ook bekwaamden in de gevechtskunsten.

## Geschiedenis
De informatie die vandaag de dag beschikbaar is over Tomoe heeft een sterk mythisch karakter zodat het onmogelijk is om de ware feiten van de legende te scheiden.

### Minamoto no Yoshinaka
Tomoe Gozen werd opgeleid door Minamoto no Yoshinaka van de Minamoto-clan. Ze vocht aan de zijde van haar meester in de Genpei-oorlog tussen de Minamoto-clan en de Taira-clan. Tomoe Gozen zou de generaal van een van zijn troepen geweest zijn en sommige bronnen vermelden ook dat ze zijn echtgenote ofwel zijn concubine was.

### Militaire carrière
In 1181 maakte Tomoe Gozen haar militair debuut bij de troepen van Yoshinaka in de slag bij Yokotagawara waar zij zeven samoerai te paard zou verslagen hebben. In 1183 was Tomoe Gozen een van de belangrijkste bevelhebbers van Yoshinaka met het bevel over een leger van meer dan duizend ruiters toen ze in de slag bij Kurikara een belangrijke overwinning boekte op de Taira-clan. In 1184 streed Tomoe Gozen in de slag bij Azuwa waar het leger van Yoshinaka verslagen werd en Minamoto no Yoshinaka zelf gedood.

### Tomoe's dood
Er zijn verschillende theorieën over de dood van Tomoe Gozen. De meeste versies vertellen dat Tomoe Gozen gedood werd in 1184 op het slagveld in Awazu waar ze zich op de tegenstanders stortte teneinde Yoshinaka de tijd te geven seppuku te plegen. In de Heike Monogatari wordt verteld dat Tomoe als een van de laatste vijf overlevenden overbleef waarna Yoshinaka haar vroeg te vluchten. Hij had zelf besloten te sterven in de strijd en het zou voor Yoshinaka een schande zijn geweest in zijn laatste gevecht te sterven aan de zijde van een vrouw. Tomoe deed een uitval doorheen dertig tegenstanders waarbij ze de samoerai Honda no Hachirō Moroshige onthoofdde en vluchtte naar de Oostelijke provincies. Volgens de Genpei tōjōroku werd ze na haar ontsnapping door Yoshinaka no Yoritomo naar Kamakura ontboden, waar ze Wada Yoshimori (1147–1213) ontmoette en met hem huwde. Andere bronnen vermelden dat ze na het overlijden van Yoshinaka het vechten opgaf en zelfs dat ze zich terugtrok in het klooster.

### Heike Monogatari
Heike Monogatari (平家物語, De vertellingen van Heike) is een epische vertelling over de Genpei-oorlog, neergeschreven door de Biwa hōshi (Boeddhistische priester) Akashi Kakuichi die de bestaande vertellingen over de strijd van de Taira tegen de Minamoto bundelde. Over Tomoe Gozen werd geschreven:
Tomoe was bijzonder mooi en charmant, met een witte huid en lang haar. Ze was ook een opmerkelijk sterke boogschutter en als zwaardvechtster was ze een krijger uit de duizend, klaar om een demon of een god het hoofd te bieden zowel te paard als te voet. Ze was een ruiter die in staat was het wildste paard te berijden, daarbij ongeschonden gevaarlijke afdalingen nemend. Wanneer een gevecht op handen was, stuurde Yoshinaka haar uit als zijn eerste kapitein, uitgerust met een sterk harnas, een bovenmaats zwaard en een machtige boog. Ze toonde meer daden van moed dan enige van zijn andere krijgers.— Heike Monogatari.

## Naamsverklaring
Tomoe Gozen was niet de echte naam en eigennaam maar slechts een respectvolle titel. Het gebeurt wel vaker dat bij vrouwen in de Japanse geschiedenis niemand met zekerheid kan zeggen hoe de echte naam en eigennaam luidde.
Tomoe (巴, vroeger uitgesproken als tomowe ともゑ) verwijst naar een symbool dat vaak voorkomt in de Japanse cultuur en zulke symbolen worden vaak gebruikt als kamon (wapenschild). Gozen (御前) is een titel die aangeeft dat het een hooggeplaatst iemand betreft, wat in dit geval kan vertaald worden als "Hare Excellentie".

## Tomoe Gozen vandaag

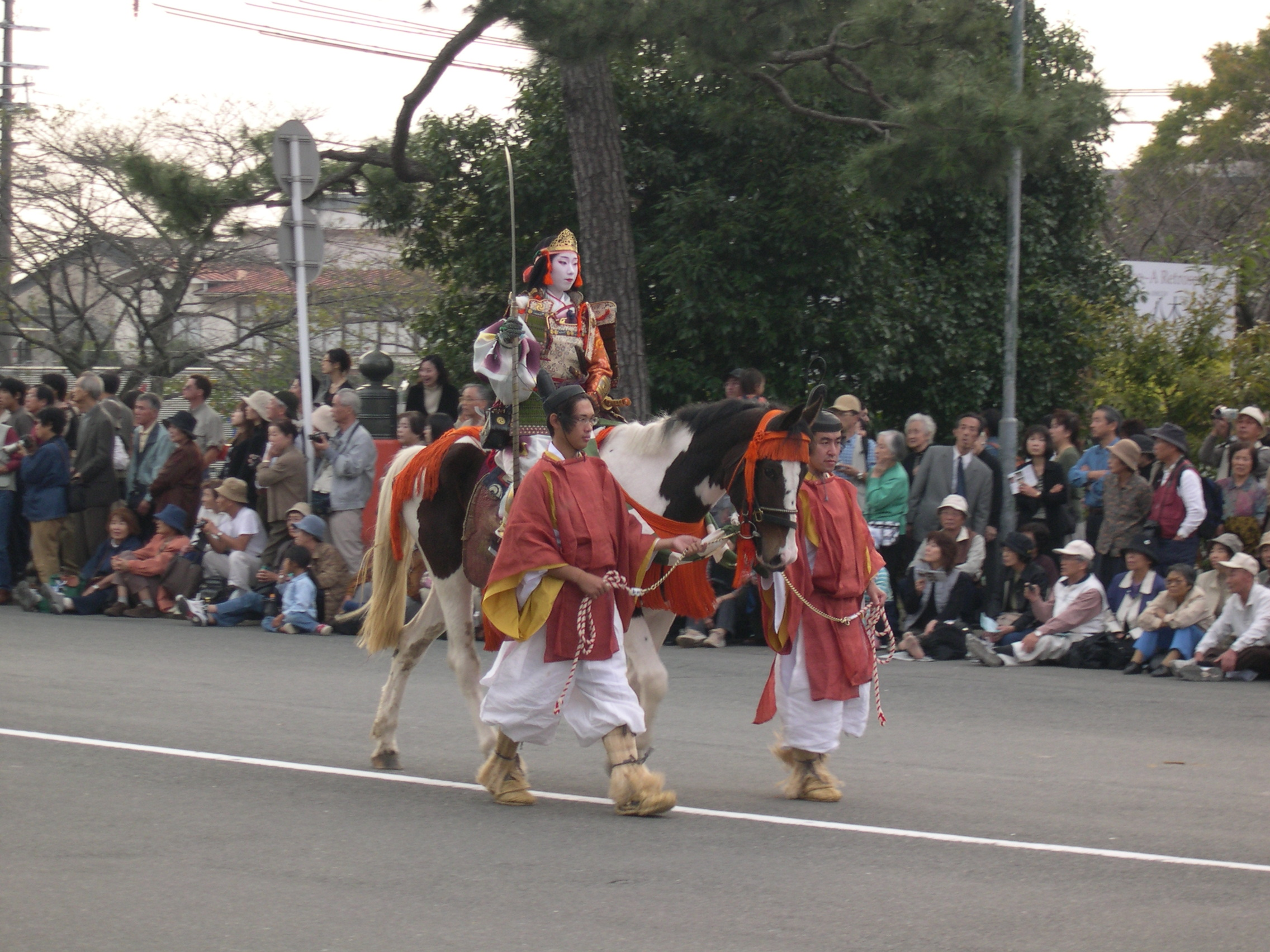
Tomoe Gozen, Jidai Matsuri, Kyoto

Tomoe Gozen was een figuur die tijdens de Edoperiode al zeer tot de verbeelding sprak en veelvuldig op ukiyoe (houtblokprenten) afgebeeld werd. Tomoe Gozen blijft tot op de dag van vandaag een populair figuur, vooral onder de vele vrouwelijke beoefenaars van gevechtskunsten en feministen.
Tijdens de Jidai Matsuri (festival der tijdperken), een optocht die jaarlijks op 22 oktober gehouden wordt in Kyōto, worden verschillende periodes van de geschiedenis van Kioto als hoofdstad van Japan uitgebeeld. Bij de belangrijke historische figuren die uitgebeeld worden is ook Tomoe Gozen, vaak te paard in traditioneel harnas met een naginata in de hand.

### In fictie
Tomoe Gozen is een inspiratie voor talloze striptekenaars, (teken)filmmakers en schrijvers.
- Het personage Saisei uit de manga Samurai Deeper Kyo stelt de terug tot leven gekomen Tomoe Gozen voor. Ook het karakter Tomoe Ame uit de stripverhalen van Usagi Yojimbo is gebaseerd op Tomoe Gozen.
- In de Japanse dramareeks Yoshitsune uit 2005 wordt Tomoe Gozen vertolkt door de actrice Koike Eiko.
- Tomoe Gozen komt voor in een alternatief feodaal Japan in de fantasytrilogie Tomoe Gozen van Jessica Amanda Salmonson (The Disfavored Hero, The Golden Naginata en Thousand Shrine Warrior, 1981–1984).
- Tomoe Gozen is het hoofdkarakter in C.J. Cherryh's roman The Paladin uit 1988.
- Tomoe Gozen is een van de bijrollen in de Syfy-televisieserie Riverworld uit 2010.

## Fotogalerij

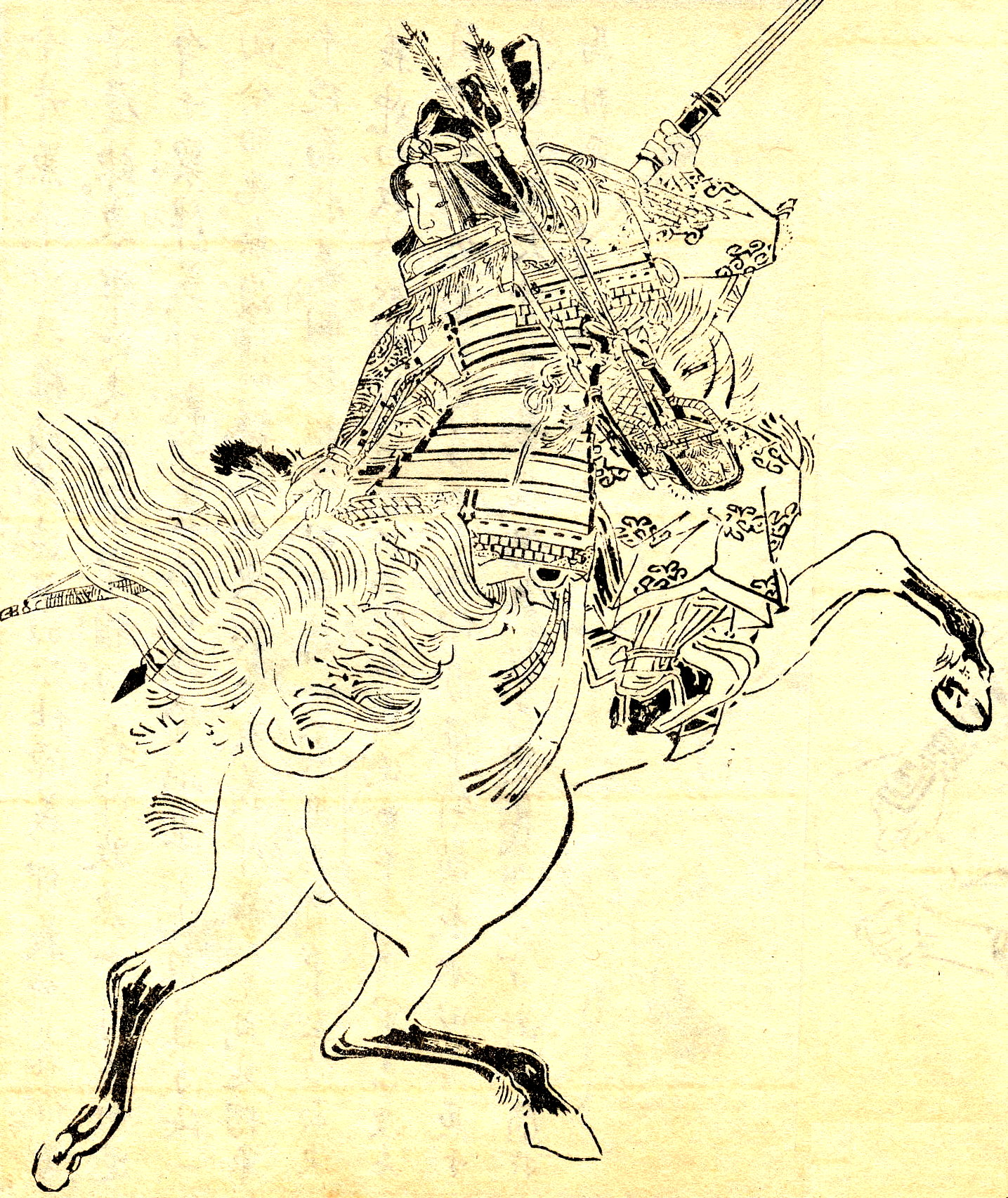
Tomoe Gozen-impressie, Kikuchi Yōsai (1781–1878)
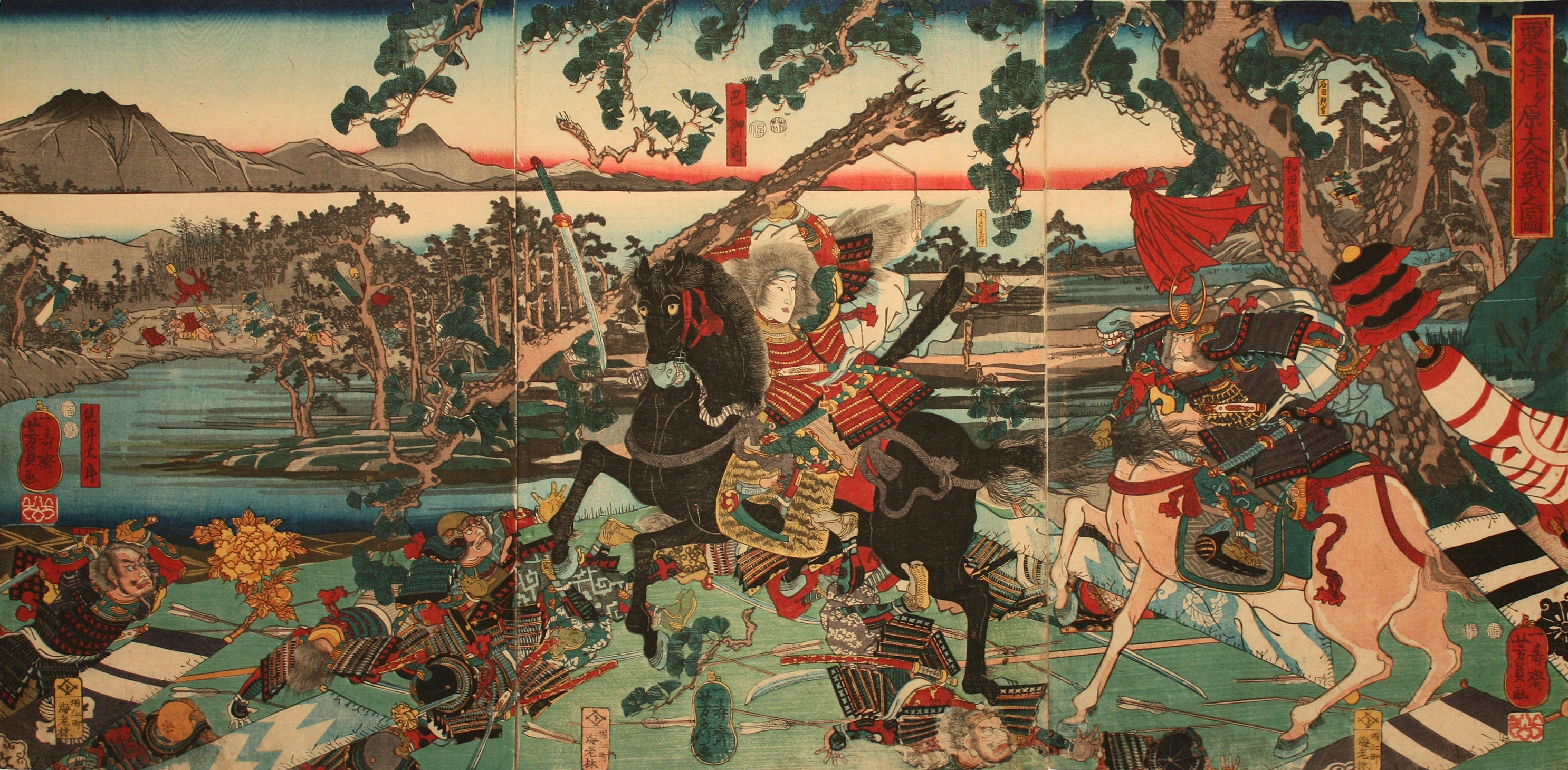
Tomoe Gozen in de slag van Awazu, door Utagawa Yoshikazu
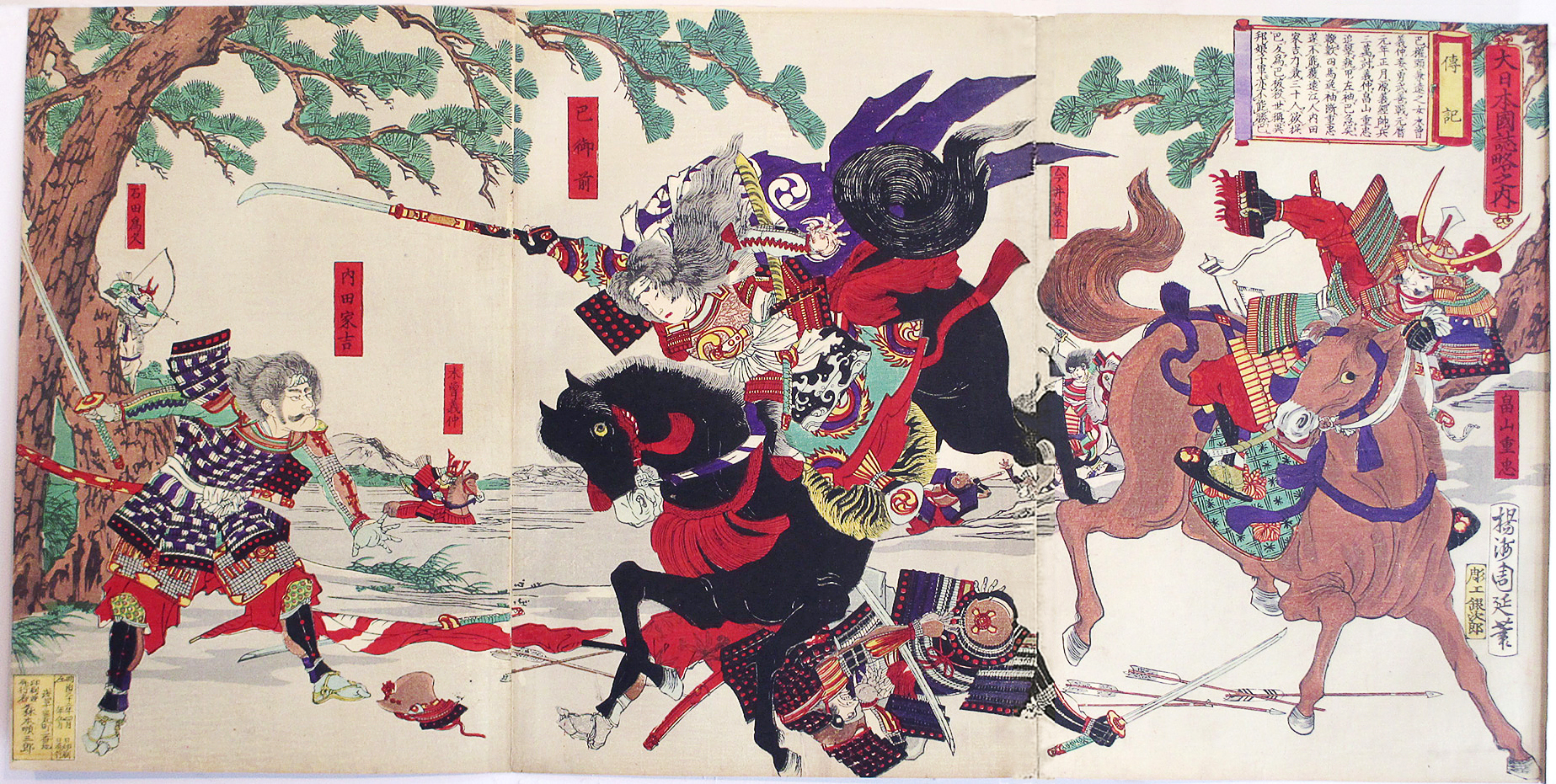
Tomoe Gozen verslaat Uchida Ieyoshi en Hatakeyama Shigetada, Woodblock printing in Japan, 1899
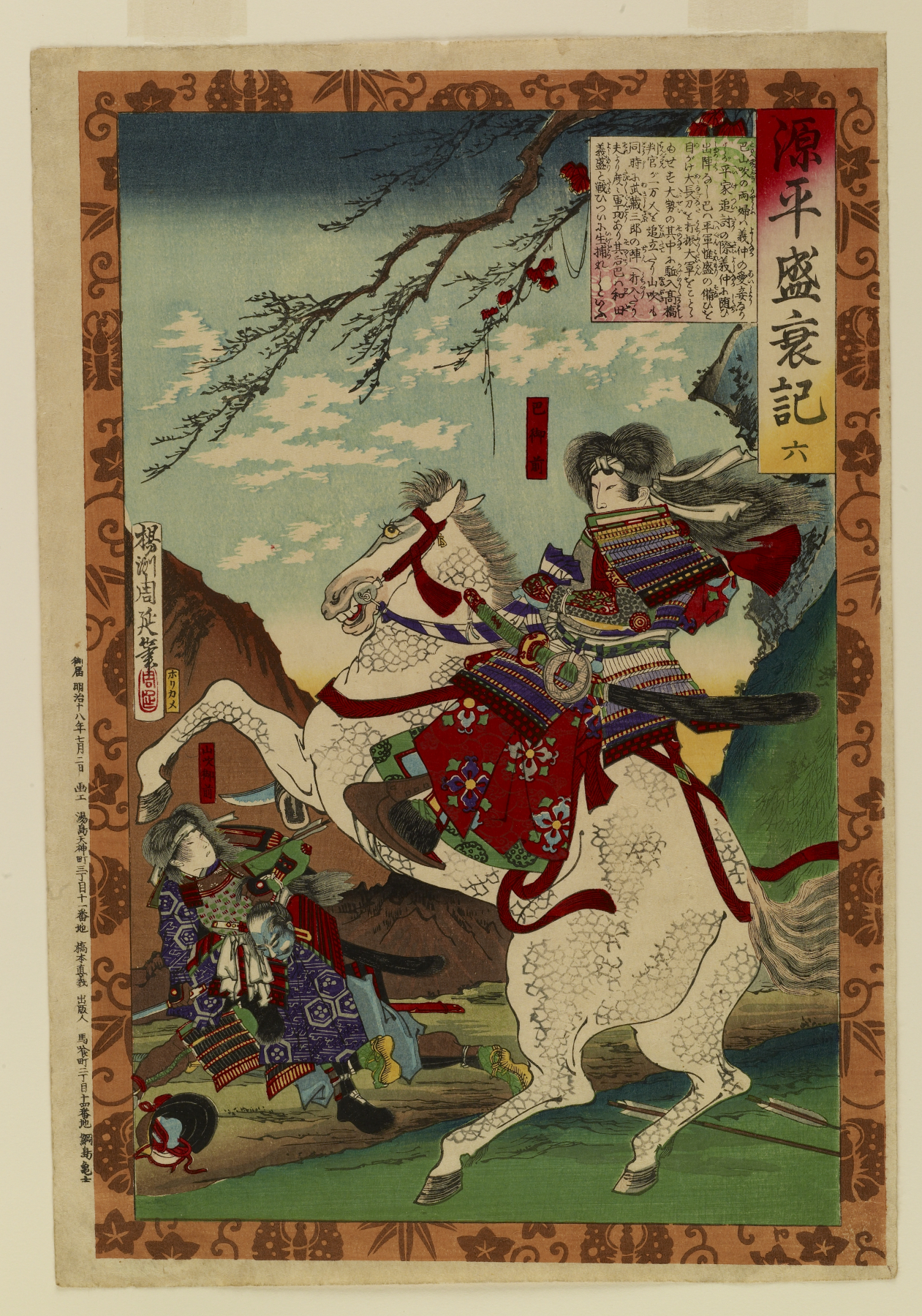
Tomoe Gozen nabij de Yodo-rivier, door Toyohara Chikanobu (1838–1912)
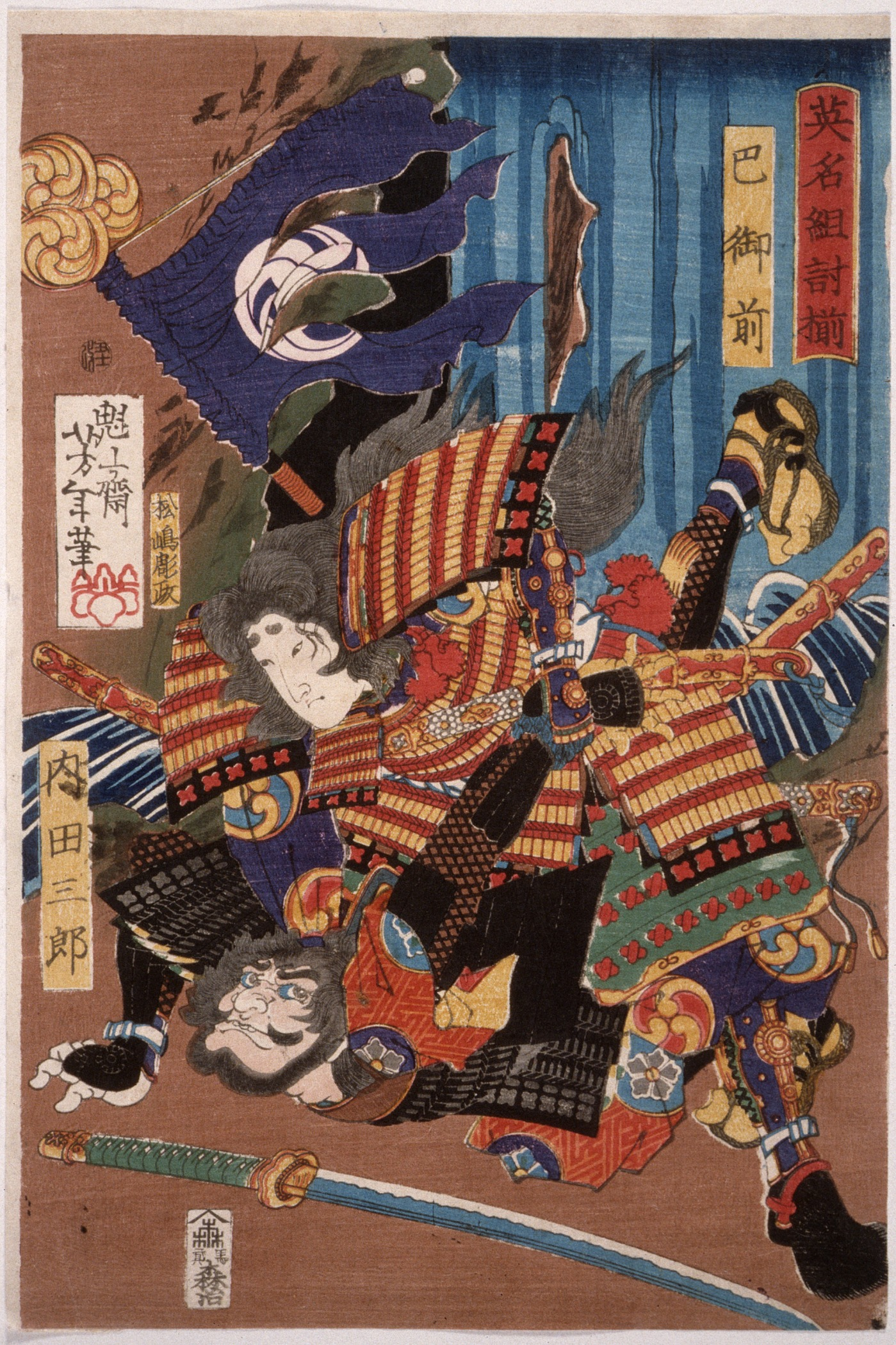
Tomoe Gozen verslaat Uchida Saburō— , door Tsukioka Yoshitoshi (1839–1892)
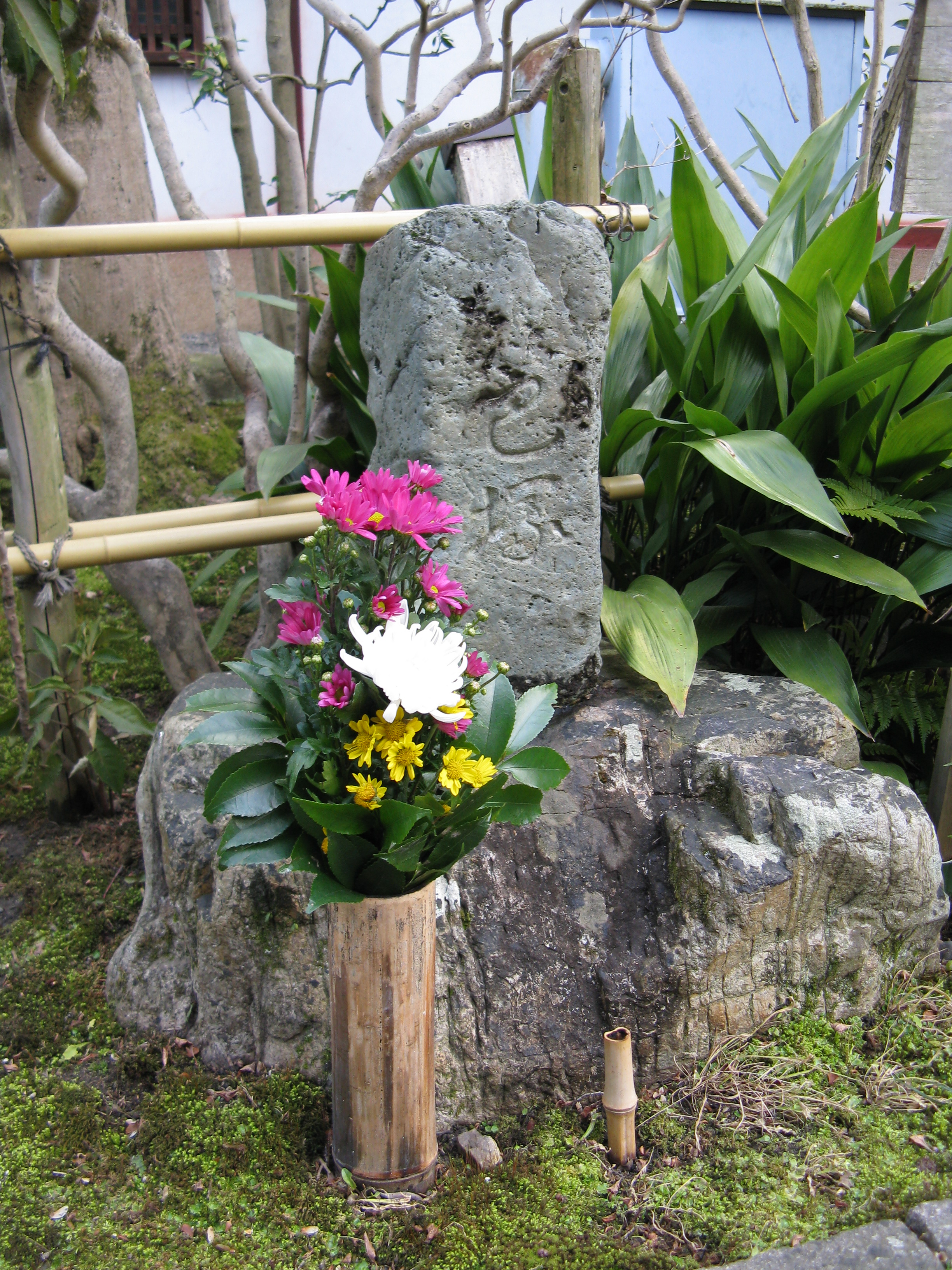
Graf van Tomoe Gozen in Gichū-ji, Ōtsu, Shiga